# Jan Mikołaj Wąż
Jan Mikołaj Wąż herbu Ślepowron – cześnik drohicki w latach 1732–1757, sędzia kapturowy województwa bełskiego w 1733 roku.
Jako poseł ziemi drohickiej 29 kwietnia 1761 roku zerwał sejm nadzwyczajny.